# Al-Muharraq SC
Al-Muharraq Sports Club (arab. نادي المحرق العربي) – bahrajński klub piłkarski, grający obecnie w Bahraini Premier League, mający siedzibę w mieście Al-Muharrak, trzecim co do wielkości miejscowości kraju. Został założony w 1928 roku, jeden z najstarszych klubów Zatoki Perskiej. Jeden z najbardziej utytułowanych klubów Bahrajnu – 31 razy zdobywał mistrzostwo.

## Sukcesy
- Bahraini Premier League: 35

1957, 1958, 1960, 1961, 1962, 1963, 1964, 1965, 1966, 1967, 1970, 1971, 1973, 1974, 1976, 1980, 1983, 1984, 1986, 1988, 1991, 1992, 1995, 1999, 2001, 2002, 2004, 2006, 2007, 2008, 2009, 2011, 2015, 2018, 2025
- Puchar Króla Bahrajnu: 27

1952, 1953, 1954, 1958, 1959, 1961, 1962, 1963, 1964, 1966, 1967, 1972, 1974, 1975, 1978, 1979, 1983, 1984, 1989, 1990, 1993, 1996, 1997, 2002, 2005, 2008, 2009
- Superpuchar Bahrajnu: 1

2006
- Puchar AFC: 1

2008
- Bahraini FA Cup: 2

2005, 2009
- Puchar Korony Księcia Bahrajnu: 5

2001, 2006, 2007, 2008, 2009